# Religieuses du Sacré-Cœur de Marie
La congrégation des Religieuses du Sacré-Cœur de Marie est une congrégation religieuse catholique féminine créée en France au milieu du XIXe siècle.

## Fondation
Congrégation fondée en 1849 par le Père Jean Gailhac et Apollonie Pélissier (en religion Mère Saint Jean).
Jean Gailhac est né à Béziers, France, le 13 novembre 1802. Comme un jeune homme et séminariste Jean Gailhac avait le désir profond d’orienter  toutes ses énergies vers  l'amour de Dieu. Il a été ordonné prêtre dans le diocèse de Montpellier en 1826. Peu de temps après son ordination, il a demandé à l’évêque  d’être nommé  comme aumônier de l'hôpital civil et militaire dans la ville de Béziers. Cela changera beaucoup de choses dans sa vie.
Ce travail, qu’il continue jusqu'à la fondation des Religieuses du Sacré-Cœur de Marie en 1849, l’a mis en contact avec les plus démunis et marginalisés de la société. L'un des groupes dont les besoins sont devenus évident pour lui était les femmes qui étaient prises dans une vie de prostitution. En travaillant avec ces femmes, il s'est rendu compte que la plupart d'entre elles n'avaient  pas de soutien social ni de famille pour les aider. Gailhac prit des dispositions pour envoyer  beaucoup de ces femmes dans un abri à Montpellier, en payant leur chambre et pension à partir de son propre  petit salaire.  Quand il ne pouvait plus payer les frais, il fonde à Béziers le travail du Bon Pasteur, un refuge pour femmes et très peu de temps après, un orphelinat ainsi.
La mort de son bon ami, Eugène Cure, en 1848, a intenté une tournure inattendue à la vie du Père Gailhac. Appollonie Cure, veuve d'Eugène, lui exprima son désir de donner sa vie et sa fortune à ses œuvres.Pour un certain nombre d'années Gailhac avait examiné la fondation d'une congrégation religieuse. Il a vu le désir Mme Cure comme une occasion providentielle pour le faire. À ce moment sous la direction de Père Gailhac, l'Institut des Religieuses du Sacré Cœur de Marie a été fondée en 1849.
Le Père Gailhac  a travaillé étroitement avec la communauté, en particulier avec Mère Saint-Jean (Appollonie Cure). La solide formation des sœurs est devenue son principal objectif. Avec eux, il a poursuivi les divers travaux à Béziers. Comme l'Institut élargi, il a communiqué avec les sœurs à distance à travers ses nombreuses lettres et des visites.
Il est décédé le 25 janvier 1890 à l'âge de 88 ans. En 1972, il a été déclaré vénérable par l'Église.

## Établissements
La congrégation est établie dans 13 pays  : France, Irlande, Angleterre, Écosse, Portugal, États-Unis, Mexique, Brésil, Mozambique, Zambie, Zimbabwe, et Italie où la maison-généralise se trouve...Rome exactement. La Maison Mère continue d'exister à Béziers en France. Le noviciat actuel est au Brésil
Plusieurs sites existent pour contacter nos provinces à travers le monde.

## Sources
- Leray (F.) - Un apôtre, le Père Jean Gailhac (1802-1890), fondateur des Religieuses du Sacré-Cœur de Marie, Béziers - Spes, Paris, 1939.
- Annuaire catholique de France, 1961.

Rosa do Carmo Cheminement dans la Foi 
Vol 2 et 3 Sr Kathleen Connell